# لاباجيريا
لاباجيريا (بالإنجليزية: Lapageria) هو جنس من النباتات المزهرة مع نوع واحد معروف فقط، وردة لاباجيريا Lapageria rosea، والمعروفة باسم الجرس التشيلي. وهي زهرة تشيلي الوطنية. إنه ينمو في الغابات في الجزء الجنوبي من تشيلي، كونه جزءًا من الغابات المطيرة المعتدلة في فالديف.

## التسمية
تم تسمية لاباجيريا باسم ماري جوزيفين روز تاشير دي لا باجير (1763-1814)، والمعروفة أيضًا باسم الإمبراطورة جوزفين، التي كانت جامعة للنباتات لحديقتها في شاتو دي مالميزون.

## معرض صور

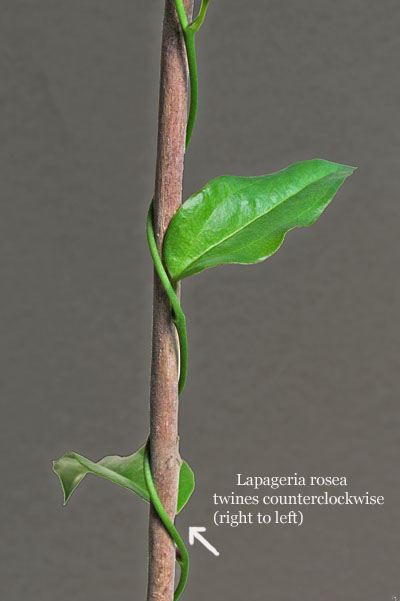
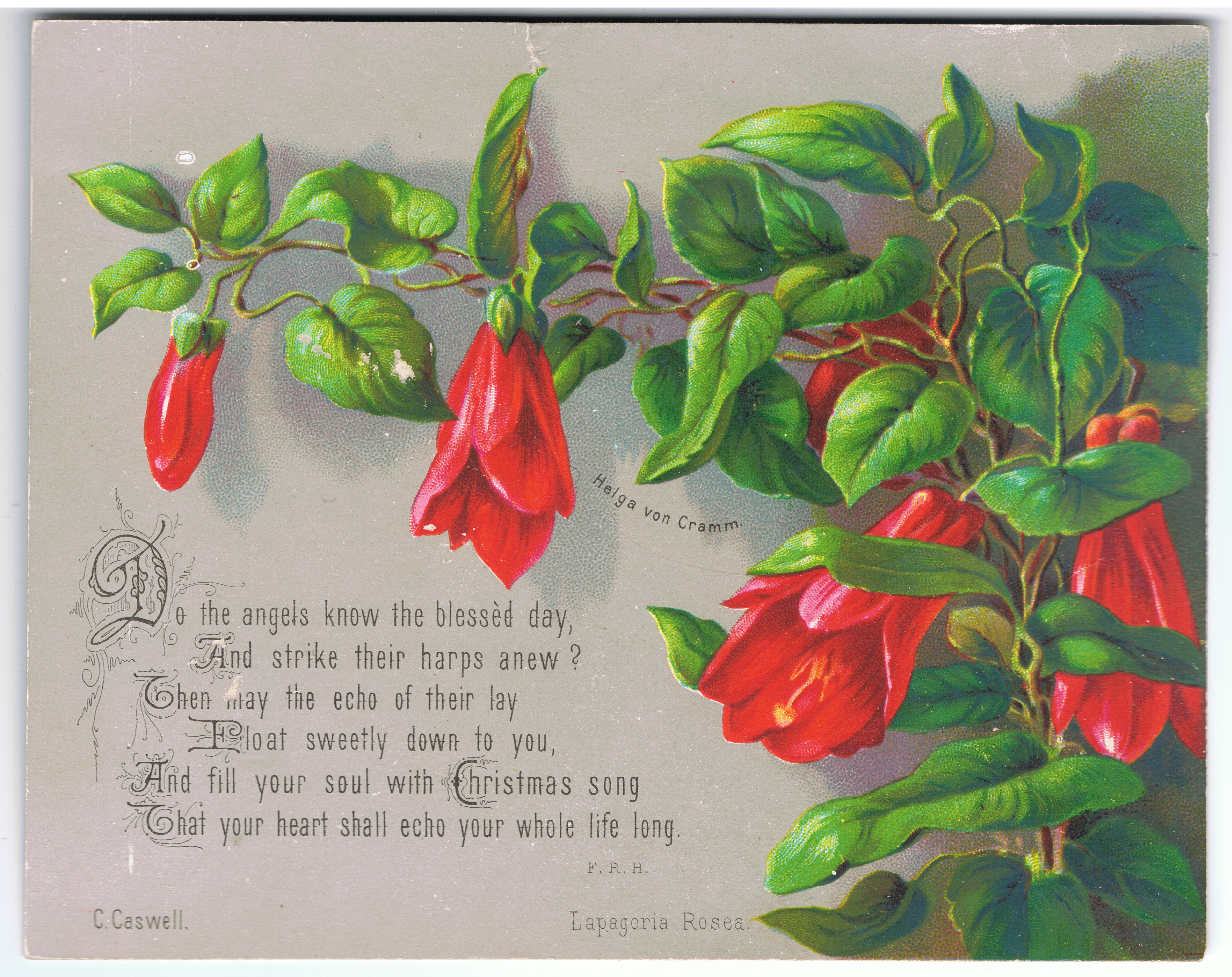
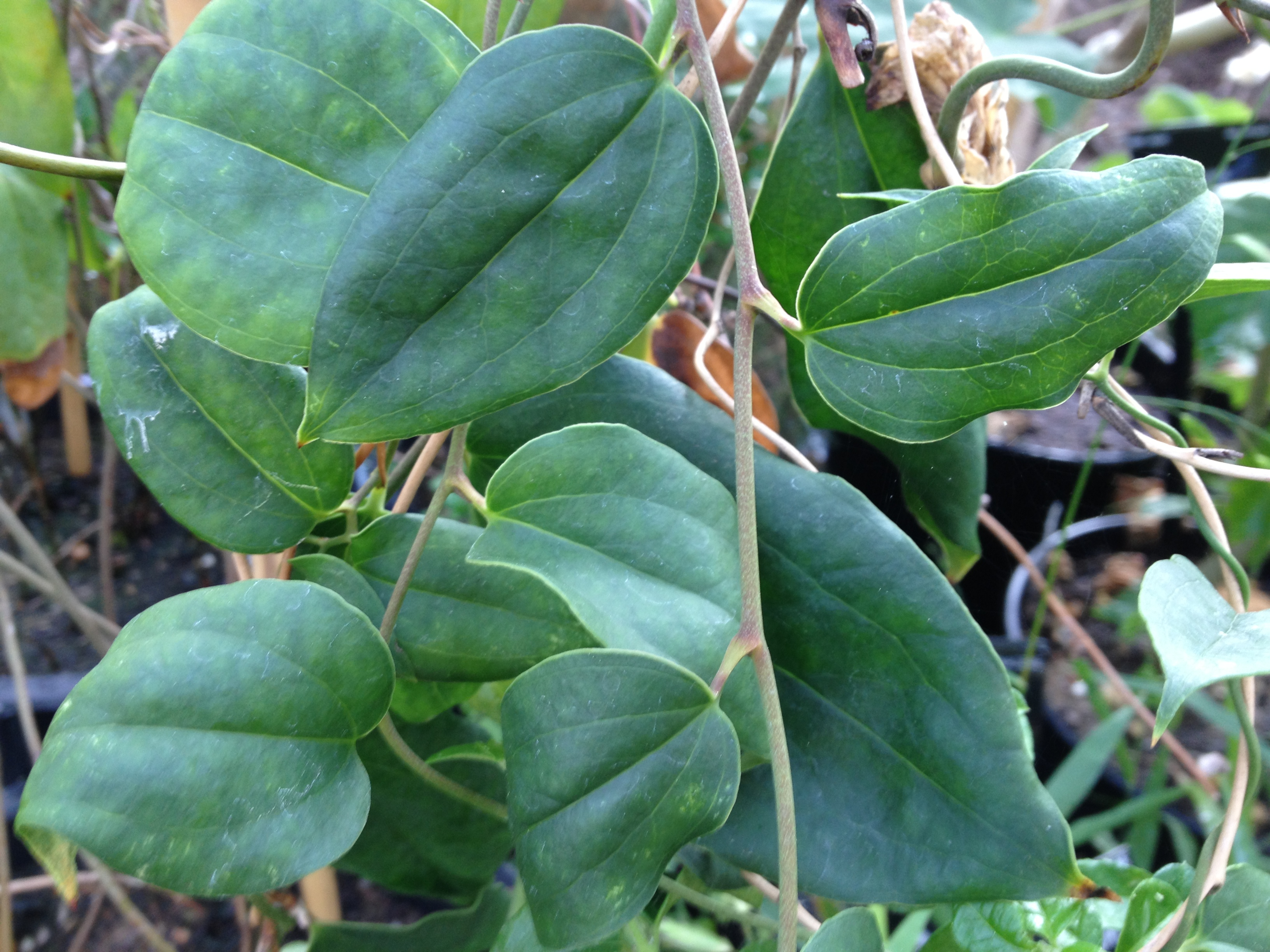
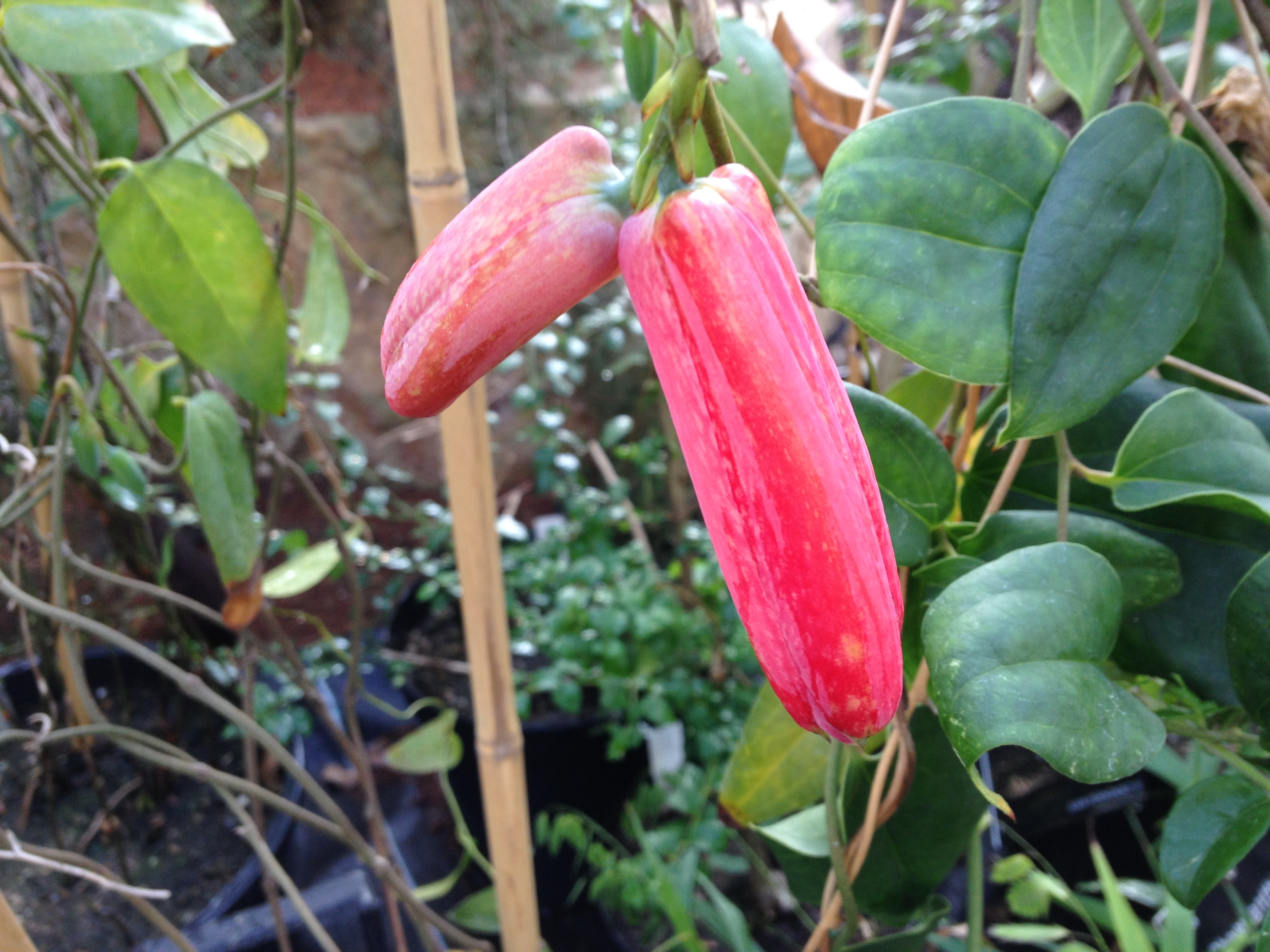